# Cerro Toco
Cerro Toco är ett berg i Chile.   Det ligger i provinsen Provincia de El Loa och regionen Región de Antofagasta, i den norra delen av landet, 1 200 km norr om huvudstaden Santiago de Chile. Toppen på Cerro Toco är 5 604 meter över havet, eller 624 meter över den omgivande terrängen. Bredden vid basen är 5,3 km.
Terrängen runt Cerro Toco är huvudsakligen lite bergig. Trakten runt Cerro Toco är nära nog obefolkad, med mindre än två invånare per kvadratkilometer.. 
Trakten runt Cerro Toco är ofruktbar med lite eller ingen växtlighet.